# Condado de Oregón
El condado de Oregón (en inglés: Oregon County), fundado en 1845, es uno de 114 condados del estado estadounidense de Misuri. En el año 2000, el condado tenía una población de 10,264 habitantes y una densidad poblacional de 8 personas por km². La sede del condado es Alton. El condado recibe su nombre en honor al Territorio de Oregón que posteriormente se convirtió en el Estado de Oregón.

## Geografía
Según la Oficina del Censo, el condado tiene un área total de 2050 km² (791,5 mi²), de la cual 2050 km² (791,5 mi²) es tierra y 0 km² (0 mi²) (0.02%) es agua.

### Condados adyacentes
- Condado de Shannon (norte)
- Condado de Carter (noreste)
- Condado de Ripley (este)
- Condado de Randolph, Arkansas (sureste)
- Condado de Sharp, Arkansas (sur)
- Condado de Fulton, Arkansas (suroeste)
- Condado de Howell (oeste)

## Demografía
Según la Oficina del Censo en 2000, los ingresos medios por hogar en el condado eran de $26,119, y los ingresos medios por familia eran $31,637. Los hombres tenían unos ingresos medios de $22,304 frente a los $16,353 para las mujeres. La renta per cápita para el condado era de $15,043. Alrededor del 22.00% de la población estaban por debajo del umbral de pobreza.

## Transporte

### Carreteras principales
- U.S. Route 63
- U.S. Route 160
- Ruta 19
- Ruta 99
- Ruta 142

## Localidades
| - Alton - Bardley - Couch | - Koshkonong - Myrtle - Thomasville | - Thayer |  |

### Municipios
| - Municipio de Big Apple - Municipio de Billmore - Municipio de Black Pond - Municipio de Cedar Bluff - Municipio de Couch - Municipio de Falling Spring - Municipio de Goebel - Municipio de Highland - Municipio de Jeff | - Municipio de Jobe - Municipio de Johnson - Municipio de King - Municipio de Moore - Municipio de Myrtle - Municipio de Ozark - Municipio de Piney - Municipio de Thayer - Municipio de Woodside |